# Fiat Tipo 56
La FIAT Tipo 56 est une imposante voiture de 7 places, déclinée sous plusieurs formes de carrosserie, comme cela était d'usage à l'époque. Ce modèle a été conçu par FIAT Italie et produit exclusivement par la filiale américaine FIAT Motor Co. dans son usine de Poughkeepsie aux États-Unis entre 1912 et 1916.

## Histoire
Le sénateur Giovanni Agnelli, fondateur et PDG de FIAT, avait réussi à imposer sa marque de voitures comme l'équivalent de Rolls-Royce mais était excédé par les droits de douane de 45 % imposés par les États-Unis. En 1908, pour éviter ces taxes prohibitives qui renchérissaient injustement le prix de voitures importées, il décide de créer une filiale locale, l'American FIAT Automobile Company et de construire une usine le long du fleuve Hudson à Poughkeepsie, dans l'État de New-York. L'usine est inaugurée et mise en service en 1909.
Dès sa mise en service, l'usine assemble des véhicules 35 et 50 HP dont les composants proviennent des usines turinoises puis, à partir de 1910, la filiale FIAT Motor Co. commence la fabrication de modèles typiquement américains FIAT Tipo 53 - 54 & 55 Tourisme et Course, mais Agnelli a voulu un modèle très haut de gamme, la FIAT Tipo 56.

## La FIAT Tipo 56
Le projet de cette grande voiture de grand luxe est mené à son terme rapidement. Les ingénieurs italiens ont utilisé la base d'un modèle existant dans la gamme italienne. La production débute en 1911.
Les FIAT Tipo 56 construites aux États-Unis, ont d'abord été commercialisées sous le nom de FIAT 50 HP. Elles sont équipées d'un moteur FIAT 6 cylindres en ligne monobloc de 8,6 litres de cylindrée avec soupapes latérales, développant officiellement 50 Ch (mais plus proche de 80 Ch en réalité) dérivé du nouveau moteur FIAT Tipo 54/54A, monté sur la FIAT Tipo 4 italienne. Le moteur de la FIAT Tipo 56 est couplé à une boîte de vitesses manuelle à quatre rapports sur un châssis dont l'empattement est de 3 420 mm.
Ce véhicule fait partie des fleurons automobiles. Elle arbore des insignes en laiton à l'avant, un pare-chocs tubulaire en laiton, des phares à garniture en laiton, un radiateur et un capot en laiton. Ses phares et rétroviseurs sont en verre biseauté et arborent le logo FIAT. Des marchepieds sont disposés sur chaque coté pour accéder à l'intérieur du véhicule doté d'un élégant coffret à outils en bois. Deux roues de secours sont fixées sur le marchepieds côté droit. À l'arrière se trouve un coffre en cuir noir. À l'intérieur de l'habitacle, en plus des sièges, des strapontins rabattables permettent d'accueillir des passagers supplémentaires. Le poste de conduite est doté d'une série complète d'instruments en laiton, de deux boîtes à gants et de boiseries aux finitions de luxe. Le grand volant est équipé de commandes de carburant et d'avance à l'allumage. La carrosserie Touring à sept places est imposante avec ses jantes à rayons d'artillerie en bois peint de 27 pouces, sa carrosserie surbaissée et sa haute capote pliante. Ces éléments lui confèrent une allure massive et imposante accentuée par le grand radiateur en laiton et ses phares électriques de 12 pouces. À l'intérieur, le laiton et le bois dominent le tableau de bord ; des cadrans ouvragés italiens sont situés derrière et à gauche du volant, à droite en bois et laiton.
Les véhicules FIAT étaient très chers et constituaient un véritable symbole de statut social. Leur prix de départ était de 4 000 US dollars, un prix astronomique comparé à celui annoncé par Henry Ford pour son modèle T à seulement 525 dollars. En plus d'être un symbole de richesse, la presse spécialisée soulignait leur excellente qualité de construction et leur ingénierie remarquable. Aucune voiture américaine de même cylindrée ne disposait d'une puissance et tenue de route comparable. 
La première série de Tipo 56 est dotée d'un radiateur angulaire mais, à partir de 1916, les modèles des 2e et 3e séries ont été équipées de radiateurs arrondis. Elles ont été commercialisées sous les noms de « Riviera 4 & Riviera 6 cylindres ».
En 1917, FIAT Motor Co. présente une version courte à cinq places équipée d'un moteur FIAT 4 cylindres de 5 litres de cylindrée. Le modèle est resté en production jusqu'à la fermeture de l'usine en 1918.
Malheureusement, ne pouvant plus importer les composants d'Italie à cause de la Première Guerre mondiale, le constructeur FIAT Motor Co. a été obligé d'arrêter la production en fin d'année 1916 puis, de fermer son usine de Poughkeepsie en mars 1918. 

### Prix auxÉtats-Unis
La version châssis de base de la FIAT Tipo 56 berline de tourisme sept places était vendue au prix catalogue, environ 4 000 US$. Pour la version Limousine il fallait ajouter environ 1 000 US$ sans les options. Une FIAT Tipo 56 Tourer pouvait coûter jusqu'à 7 000 US$ selon la carrosserie et ses finitions alors qu'une Ford T était affichée à 525 US$ !.
La FIAT 56 Touring de 1912, châssis numéro : S1547 a été vendue aux enchères 495 000 US$ en 2017 chez Pacific Grove Auctioneers par RM Sotheby's en 2022.